# Крекінг-установка Порт-Артур (Total/BASF)
Крекінг-установка Порт-Артур (Total/BASF) — підприємство нафтохімічної промисловості в Техасі, яке належить хімічному концерну BASF (60 %) та енергетичному гіганту Total (40 %).
З 1936 року в районі Порт-Артур (сотня кілометрів на північний схід від Х'юстона, на західному березі річки Сабін, що відділяє Техас від Луїзіани) діє нафтопереробний завод компанії Total. В кінці 1990-х його вирішили доповнити виробництвом олефінів, для чого спільно з німецькою компанією BASF розпочали спорудження установки парового крекінгу, розрахованої на споживання одного з продуктів нафтопереробки — газового бензину (naphta). Введена в експлуатацію у 2001 році установка мала виробничу потужність у 960 тисяч тонн етилену та 550 тисяч тонн пропілену.
Ще на етапі будівництва комплекс вирішили доповнити установкою з виробництва пропілену, яка б збільшувала вихід останнього продукту за рахунок використання частини етилену, так що кінцева виробнича потужність комплексу складала по 860 тисяч тонн етилену та пропілену.
Вартість проекту, який до того ж включав власну електростанцію з показником у 80 МВт, сягнула 1 млрд доларів США, а генеральним підрядником виступила компанія ABB Lummus.
Оскільки установка була орієнтована на споживання газового бензину, при крекінгу утворюються не тільки етилен та пропілен, але й більш важкі ненасичені вуглеводні — фракція С4 (бутадієн, бутени). Вони спрямовуються на розташований поруч завод з фракціонування Сабіна.
Наприкінці 2000-х внаслідок «сланцевої революції» з природного газу почалась сепарація великих  додаткових обсягів гомологічних наступників метану, зокрема етану. За десятиліття це призвело до появи орієнтованих на останній названий газ нових крекінг-установок (Корпус-Крісті, LHC-9, Сідар-Байу, Бейтаун та інші). В той же час, вже наявні заводи почали модернізувати з метою використання більш економічно вигідної сировини. У 2013 році установку в Порт-Артурі перевели змішаний тип живлення, включивши до сировинної суміші 40 % етану та 40 % пропану і бутану.
В 2014 році внаслідок запуску нової печі потужність установки по етилену зросла до 1 млн тонн на рік.